# Centaurea delbesiana
Centaurea delbesiana — вид квіткових рослин айстрових (Asteraceae). Ареал: пн. Сирія, зх. Ірак.